# Neubabylonisches Reich

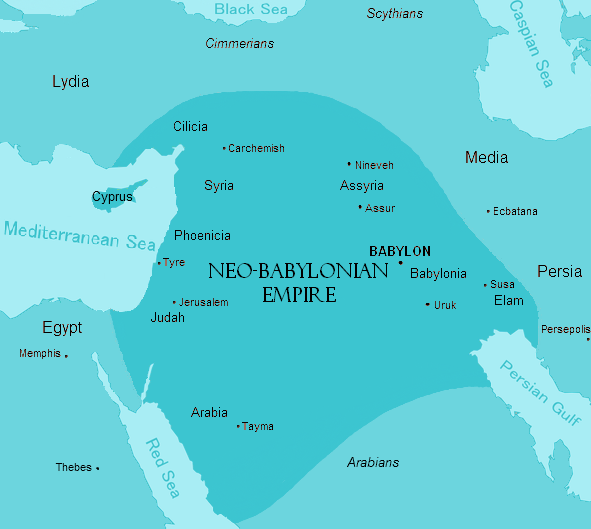
Neubabylonisches Reich

Das Neubabylonische Reich (auch spätbabylonisches Reich und Chaldäerreich) war ein Großreich der spätbabylonischen Zeit, das von 626 bis 539 v. Chr. existierte. Die Könige dieses Reiches werden vielfach Chaldäer genannt, obwohl sich die Herrscher selbst nicht so betitelten. Die Anwendung des Begriffes geht auf das Alte Testament und griechische Autoren zurück. Die tatsächliche Herkunft der neubabylonischen Herrscher konnte bislang nicht geklärt werden. Das Reich endete 539 v. Chr. mit der Unterwerfung Babyloniens durch die Achämeniden (die das Altpersische Reich begründeten).

## Geschichte

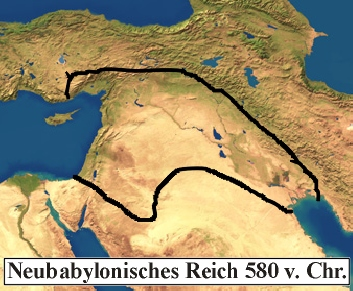
Neubabylonisches Reich, um 580 v. Chr.

Nabopolassar verbündete sich mit den noch in und um Mannai lebenden Medern, die später auch das Erbe der Elamiter im Osten antraten. Der Sohn Nabopolassars wurde mit der Enkelin des Mederkönigs verehelicht. Durch dieses Bündnis war der Weg nach Ninive, der Hauptstadt des neuassyrischen Reiches, frei. Im Jahre 614 v. Chr. wurde Kalach (Nimrud) dem Erdboden gleichgemacht und 612 v. Chr. fiel Ninive nach einer dreimonatigen Belagerung. Bis zum Jahre 610 v. Chr. waren die versprengten assyrischen Heerteile gänzlich aufgerieben. Die Unterwerfung der assyrischen Städte dauerte noch bis 605 v. Chr., als Nabopolassar starb, wonach Nebukadnezar II. (605–562 v. Chr.) sofort nach Babylon eilte, um die Thronfolge anzutreten. Nebukadnezar entwickelte während seiner Regierungszeit außerordentliche Fähigkeiten als Staatsmann, Heerführer, Friedensstifter und Bauherr; ihm werden beispielsweise die Hängenden Gärten von Babylon zugeschrieben. Sein Ansehen in der damaligen Welt war so groß, dass er zwischen verfeindeten Stämmen als Friedenstifter herangezogen wurde.
Nebukadnezar ließ die Tempel in allen Städten des Landes wieder aufbauen, errichtete Kanäle, die sogenannte Medische Mauer und die Prozessionsstraße mit dem Ischtar-Tor. Er förderte den Ackerbau, den Gartenbau und den Handel, sodass sich die Wirtschaft rasch erholte und aufblühte.
Die Medische Mauer war eine 20 Parasangen (pers. Maß, ca. 110 km) lange, ca. 3,2 m hohe und 6 m dicke Mauer, die zwischen Euphrat und Tigris etwa 37 km nördlich von Bagdad aus Lehmziegel und Bitumen errichtet wurde und Babylonien gegen Einfälle der Meder im Norden schützten sollte, daher auch der Name Medische Mauer. Der Grieche Xenophon erwähnt sie um 401 v. Chr. in seiner Anabasis.
Nebukadnezar II. unterwarf in Verbindung mit den üblichen weiträumigen Zerstörungen die Kleinstaaten in Syrien sowie der Levante und machte die unterworfenen Länder tributpflichtig. Juda versuchte mindestens einen Aufstand, der jedoch niedergeschlagen wurde und dazu führte, dass Jerusalem gemäß biblischer Überlieferung zerstört wurde. Teile der Bevölkerung wurden in die Stadt Babylon exiliert oder zu anderen neuen Wohnorten im babylonischen Reich gebracht (zum Beispiel Nisibis). Aus babylonischen Urkunden ist zu ersehen, dass bald darauf gehobene Positionen durch Teile der exilierten Bevölkerung bekleidet wurden. Die Rückkehr aus Babylon erfolgte erst in den Jahren nach der Eroberung der Stadt durch Kyros II.
Im Jahre 562 v. Chr. starb Nebukadnezar und hinterließ seinem Sohn Amēl-Marduk ein wohlgeordnetes und konsolidiertes Reich. Nach nur zwei Jahren wurde Amel-Marduk bei einem Aufstand getötet und der babylonische General Neriglissar bestieg den Thron. Starke Streitigkeiten mit der Priesterschaft führten schließlich dazu, dass sich 555 v. Chr. Nabonid durch einen Aufstand des Throns bemächtigte. Nabonid war Anhänger des Gottes Sin und hatte damit den Zorn der Marduk-Priesterschaft auf sich gezogen. Das brachte ihm heftige Auseinandersetzungen bei der Neuordnung des Landwirtschafts- und Pachtsystems ein.
Nachdem die Perser die Lydier bezwungen hatten, war es nur eine Frage der Zeit, wann sie auch Babylonien angreifen würden. Nabonid wollte durch strategische Maßnahmen der drohenden Gefahr entgegenwirken und kehrte aus seinem freiwilligen Exil aus der Oase Tayma zurück. Er ließ zusätzlich die wichtigsten Götterstatuen des Landes als Beistand nach Babylon holen. Sein Sohn Belsazar, der Nabonid während des Exils vertreten hatte, übergab nun das Regierungsamt an Nabonid.
In Babylon war der Zwist zwischen Nabonid und der Priesterschaft vor der Rückkehr schon so weit fortgeschritten, dass Kyros II. sich in seiner Abwesenheit der Priesterschaft als neuer Herrscher andiente. Nach einer kurzen Schlacht, bei der Nabonid besiegt wurde, marschierten die Perser am 6. Oktober 539 v. Chr. kampflos in Babylon ein. Am 22. Oktober folgte Kyros II. unter Triumph und Jubel der Priesterschaft in die Stadt.
Die aramäische Sprache wurde zur Verkehrssprache. Die Gelehrten nutzten aber weiterhin die akkadische Sprache und die Keilschrift. Viele Gelehrte aus Ägypten, Persien, Indien und Griechenland kamen, um ihr Wissen zu erweitern. Während dieser Zeit wurde aus den Astrallehren der Babylonier die chaldäische Astrologie entwickelt, die später den Boden für die hellenistische bildete.

## Sozialstruktur

### Abhängige
Abhängige (Oblaten) konnten zum Dienst einer bestimmten Gottheit an Tempel gegeben werden. Sie galten jedoch nicht als Sklaven. Daneben besaßen die großen Tempel auch Sklaven, die mit dem Symbol der entsprechenden Gottheit gekennzeichnet waren.

### Sklaven
Aus der neubabylonischen Zeit sind zahlreiche Belege für die Existenz von Sklaven (ardu oder qallu) vorhanden. In den Neo-Babylonischen Gesetzen werden sie nicht erwähnt, aber der Verkauf eines Sklaven wurde durch eine Keilschrift-Urkunde belegt, wie sie aus zahlreichen Privat-Archiven vorliegen. Sklaven konnten auch verschenkt werden, Teil einer Mitgift bilden, oft wurden sie weiterverliehen, um eine Schuld zu begleichen. Oft waren die Sklaven bereits im Haushalt geboren worden. Es wurden aber auch Kriegsgefangene und Verbrecher in die Sklaverei verkauft, Schuldknechtschaft scheint dagegen selten gewesen zu sein. Sklaven wurden auch als Lehrlinge an Handwerker gegeben, oft legte der Vertrag Strafen fest, wenn der Handwerker diese nicht entsprechend ausbildete. Auch die Freilassung eines Sklaven wurde auf einer Tontafel festgehalten.